# João Rodrigues Coutinho
João Rodrigues Coutinho était gouverneur de l'Angola de 1602 à 1603.
Il a été précédé par João Furtado de Mendonça et Manuel Cerveira Pereira lui a succédé lors de son premier mandat.